# Maglajci
Maglajci so naselje v občini Kozarska Dubica, Bosna in Hercegovina. 

## Deli naselja
Buračka Kosa, Buvači, Donji Vrbani, Gornji Vrbani, Maglajci, Redak, Rijeka in Trkulje. 

## Prebivalstvo
| Pregled števila prebivalcev po letih | Pregled števila prebivalcev po letih | Pregled števila prebivalcev po letih | Pregled števila prebivalcev po letih | Pregled števila prebivalcev po letih | Pregled števila prebivalcev po letih |
| ------------------------------------ | ------------------------------------ | ------------------------------------ | ------------------------------------ | ------------------------------------ | ------------------------------------ |
| 1948                                 | 1953                                 | 1961                                 | 1971                                 | 1981                                 | 1991                                 |
| -                                    | -                                    | -                                    | 282                                  | 153                                  | 145                                  |

| Narodna sestava prebivalstva po letih                                                                                      | Narodna sestava prebivalstva po letih                                                                                        | Narodna sestava prebivalstva po letih                                                                                      |
| --- | --- | --- |
| 1971 | 1981 | 1991 |
| . skupaj: 282 Srbi 275 (97,51 %) Hrvati 0 (0,00 %) Muslimani 0 (0,00 %) Jugoslovani 7 (2,48 %) drugi in neznano 0 (0,00 %) | . skupaj: 153 Srbi 128 (83,66 %) Hrvati 0 (0,00 %) Muslimani 0 (0,00 %) Jugoslovani 19 (12,41 %) drugi in neznano 6 (3,92 %) | . skupaj: 145 Srbi 141 (97,24 %) Hrvati 1 (0,68 %) Muslimani 0 (0,00 %) Jugoslovani 1 (0,68 %) drugi in neznano 2 (1,37 %) |